# Paşaköy, Reyhanlı
Paşaköy là một xã thuộc huyện Reyhanlı, tỉnh Hatay, Thổ Nhĩ Kỳ. Dân số thời điểm năm 2011 là 417 người.